# الحزب الديمقراطي الاجتماعي الأردني
الحزب الديمقراطي الاجتماعي الأردني أحد الأحزاب السياسية في المملكة الاردنية الهاشمية، رخص عام 2016م، ومقره في العاصمة "عمان"، ويتبنى الحزب مبادئ الديمقراطية الاجتماعية ويسعى لتحقيق العدالة الاجتماعية، واقتصاد السوق الاجتماعي.

## وصف الحزب
الحزب الديمقراطي الاجتماعي الأردني هو اتحاد سياسي طوعي لمواطنات ومواطنين أردنيين دون تمييزعرقي، أو ديني، أو طائفي، أو اجتماعي، أو جهوي، أو علي اساس اللون، يهدف للمشاركة في الحياة العامة والسياسية وتطبيق برنامجه عبر التداول السلمي للسلطة التنفيذية والتشريعية.
يتشكل هيكل الحزب علي النحو التالي:
- المؤتمر الوطني العام.
- المجلس العام.
- المكتب السياسي.
- الأمانة العامة.

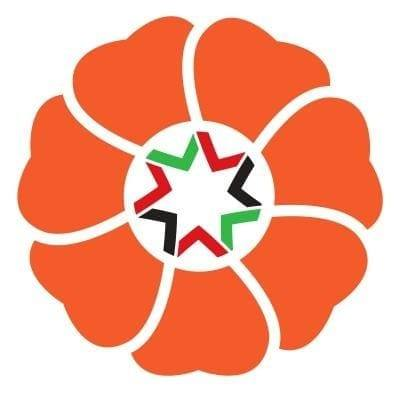

- مؤتمرات الفروع والمحليات وهيئاتها.

أما شعار الحزب فهو عبارة عن وردة الديمقراطية الاجتماعية على شكل نجمة الأردن السباعية، بخلفية برتقالية مثبت عليها إسم الحزب باللغتين العربية والإنجليزية بلون أبيض وسبع بتالت قرنفلية محاطة بالعلم الأردني.

## أهداف الحزب
- الالتزام بالدستور الأردني، واحترام منظومة القوانين والتشريعات الناظمة للعمل الحزبي.[5]
- الالتزام بالمصالح الوطنية للأردن، وصيانة الوحدة الوطنية والسلم المجتمعي واحترام التنوع الثقافي في المجتمع.

حقوق الإنسان
- احترام كافة الحقوق السياسية والمدنية والاقتصادية والاجتماعية والثقافية، واحترام الحريات الشخصية للمواطنين.
- احترام المساواة في الحقوق والواجبات والحريات العامة والشخصية وحرية التعبير والابداع.

العدالة الاجتماعية
- يؤمن الحزب بمسؤولية الدولة في المجاالت التالية:
- توفير البنية التحتية وتقديم الخدمات الأساسية.
- إعادة توزيع الدخل الوطني بعدالة.
- ضمان تكافؤ الفرص وتحقيق التنمية المتوازنة.
- تبني حد أدنى للأجور يوفر الحياة الكريمة واللائقة للمواطن.
- الالتزام بمبادئ الديمقراطية الاجتماعي وفرض الضريبة التصاعدية على الدخل والثروة.
- ربط الأجور بمستوى الأسعار سلم غلاء المعيشة.
- تحديد حد أعلى للأجور في القطاع العام والهيئات المستقلة والشركات الحكومية.

المواطنة
الإيمان بالدولة المدنية الديمقراطية الحديثة التي يتساوى فيها كل المواطنين في الحقوق والواجبات، والحق في الحصول على الخدمات الاساسية التي تقدمها الدولة كالصحة والتعليم والأمن والمساءلة والعدالة القانونية على سبيل المثال لا الحصر.
الديمقراطية
- ضمان حق التعبير وحرية الرأي والمشاركة الفاعلة لجميع المواطنات والمواطنين في الحياة العامة وفي صناعة القرارعلى جميع المستويات.
- ضمان حق جميع القوى والتيارات السياسية في المنافسة السلمية العادلة على تطبيق وجهات النظر والبرامج من خلال حكومات برلمانية منتخبة.
- الحق في تأسيس الجمعيات والنقابات والروابط والأتحادات المختلفة.
- المشاركة في القرار السياسي عبر القنوات المشروعة، وعلى رأسها انتخابات حرة ونزيهة على كافة المستويات وفي مقدمتها الانتخابات البرلمانية والبلدية.
- ضمان قدرة نواب الشعب والرأي العام على مراقبة ومحاسبة ومساءلة الحكومة والقيادات التنفيذية والسياسية، كما تتأسس الديمقراطية على دولة القانون وتفعيل مبادئ تداول السلطة التنفيذية والفصل التام بين السلطات.

- البيئة

الحفاظ على الموارد الطبيعية وتأمين بيئة صحية خالية من التلوث ومراقبة الأنشطة الأقتصادية والصناعية التي قد تحمل أثار سيئة على استخدام الموارد الطبيعية والثروات الوطنية وتضر بصحة المواطنين.
- القضية الفلسطينية

الالتزام بالقضية الفلسطينية باعتباها قضية وطنية أردنية عليا بامتياز والتمسك بحقوق الشعب الفلسطيني غير القابلة للتصرف، بالعودة وتقرير المصير والحرية والحق في دولة فلسطينية مستقلة عاصمتها القدس.
- العالم العربي

الالتزام بالتضامن العربي وهدف الوصول إلى اتحادات عربية وفق منظور ديمقراطي.

## انجازات الحزب
شارك اعضاء من الحزب في اللجنة الملكية لتحديث المنظومة السياسية، حيث اضاف الأعضاء بصمة الحزب على التعديلات الدستورية التي خرجت بها اللجنة اضافة الى البصمة الواضحة للحزب على قانوني الاحزاب و الانتخاب لسنة 2022.